# Nakwiatek

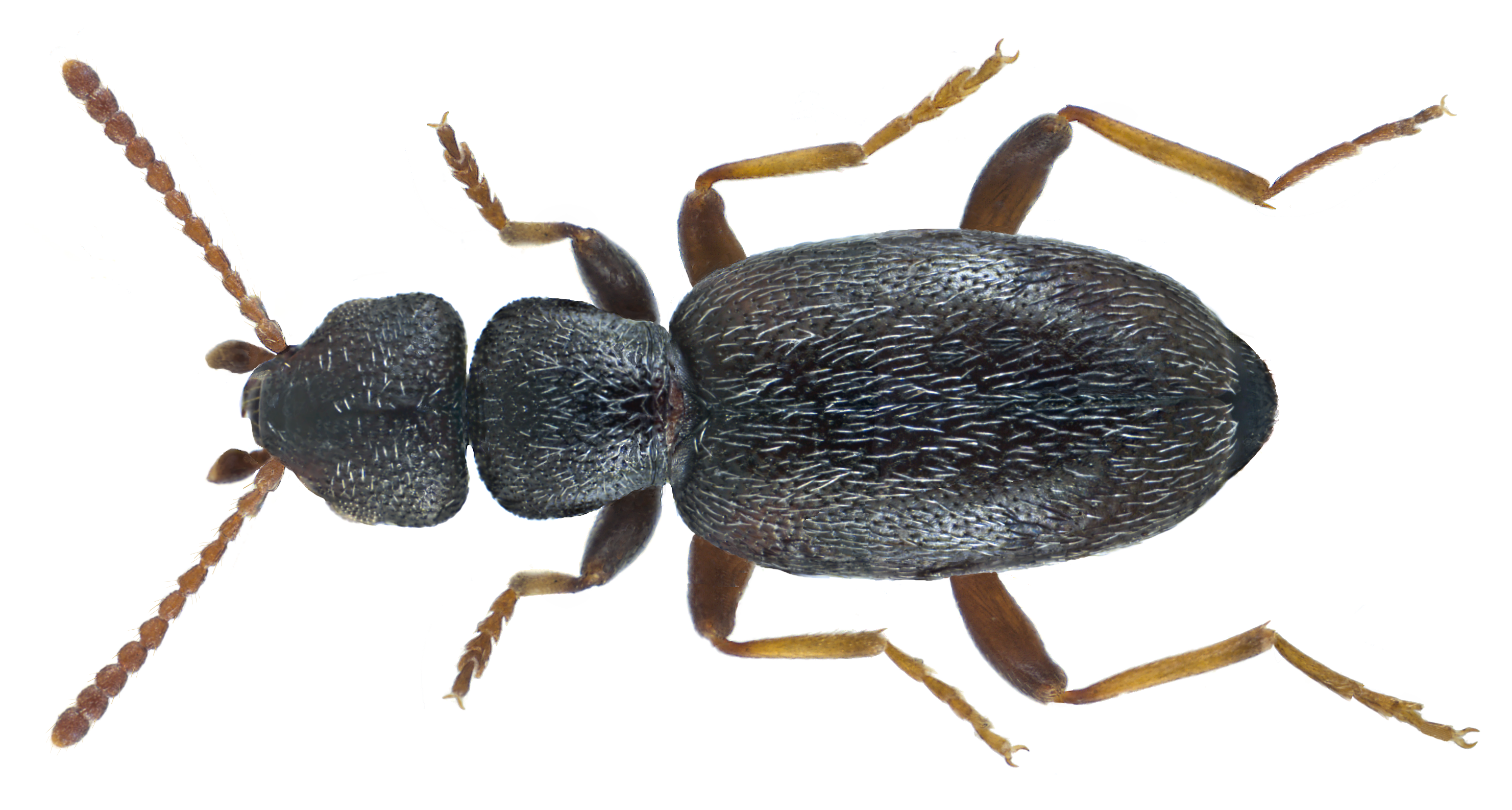
Nakwiatek żółtonogi

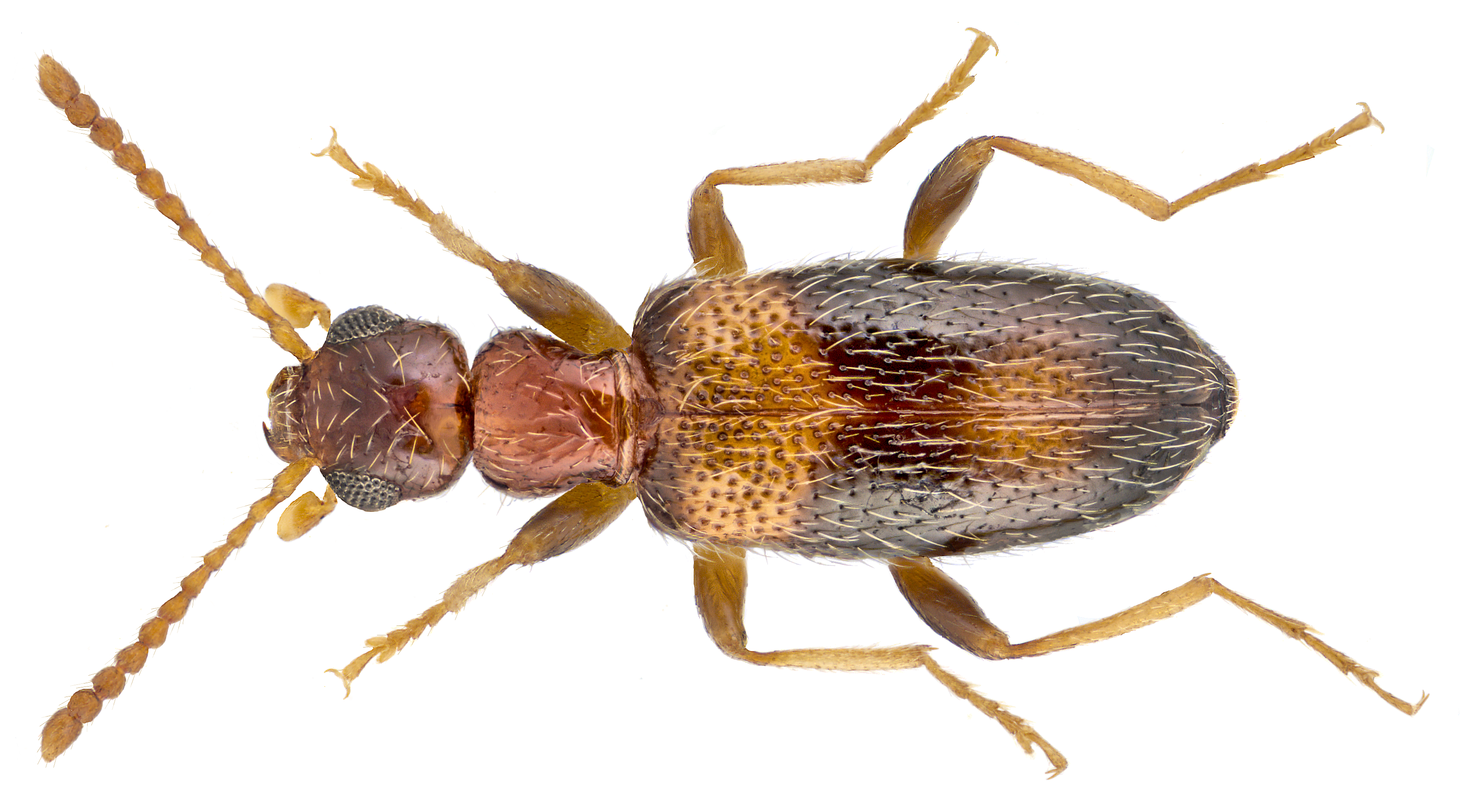
Anthicus crinitus

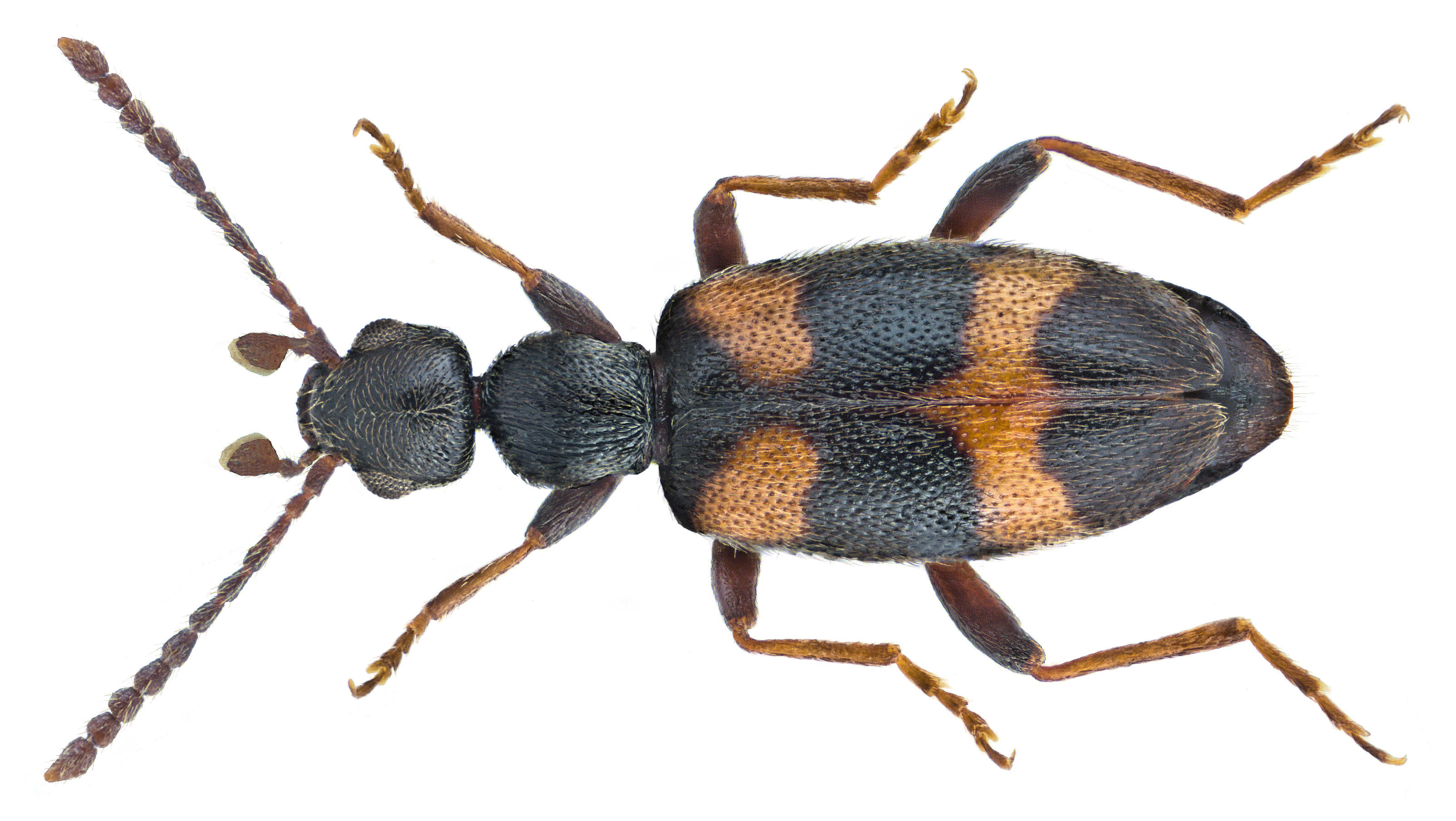
Anthicus laeviceps

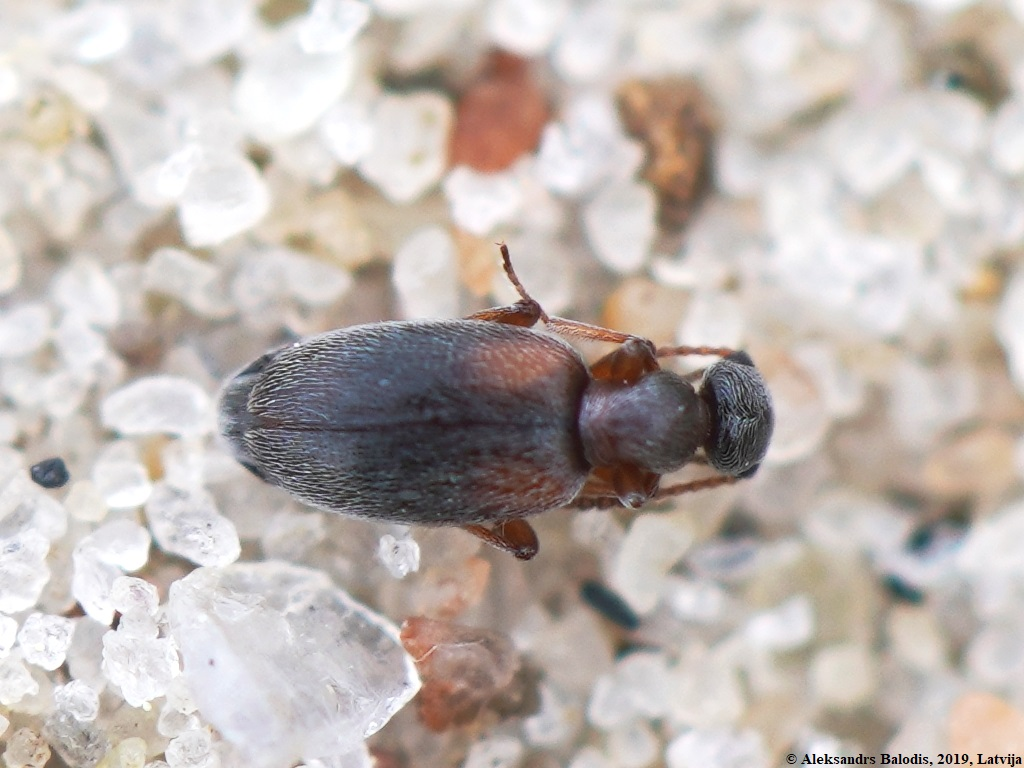
Anthicus axillaris

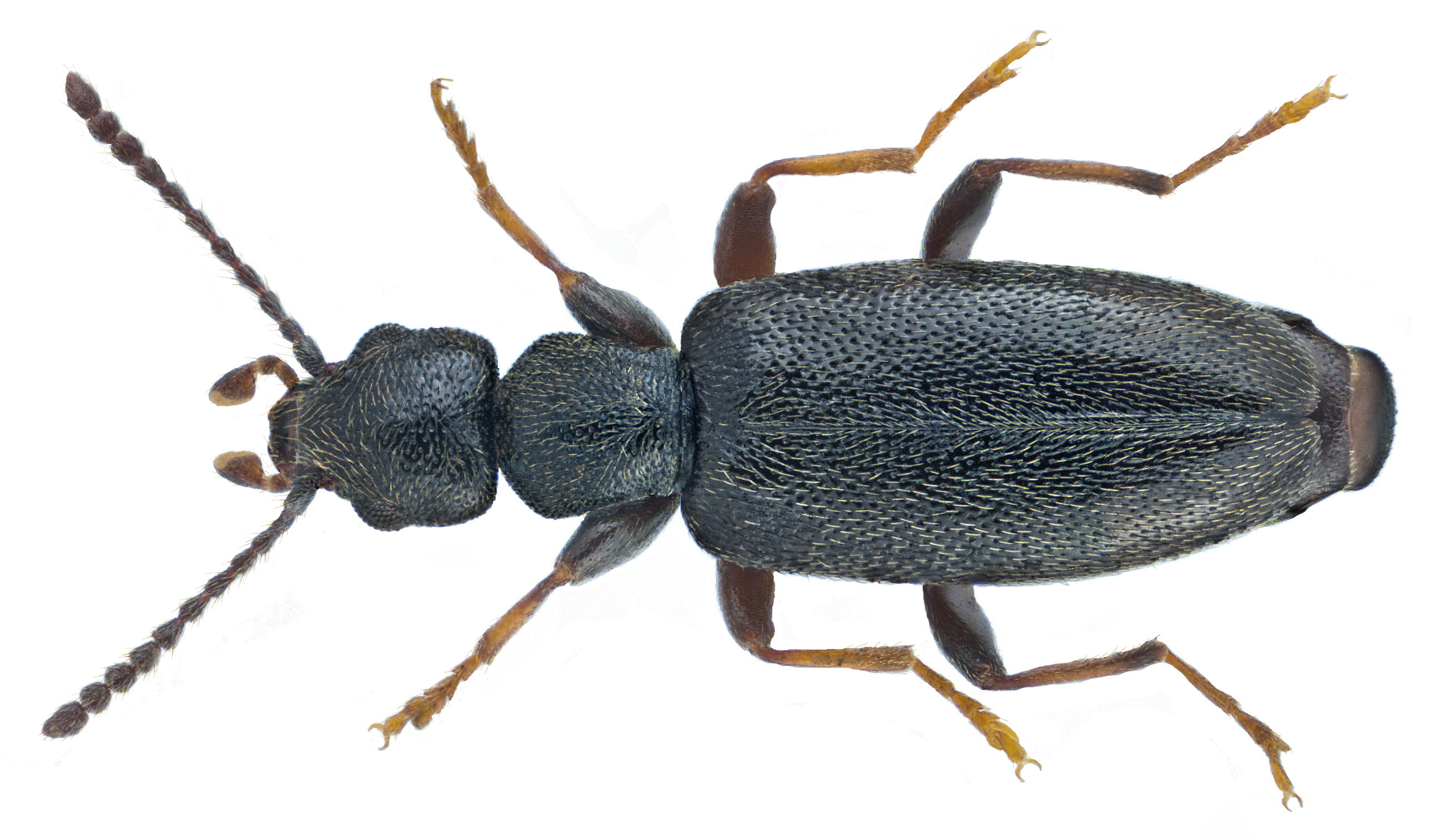
Anthicus niger

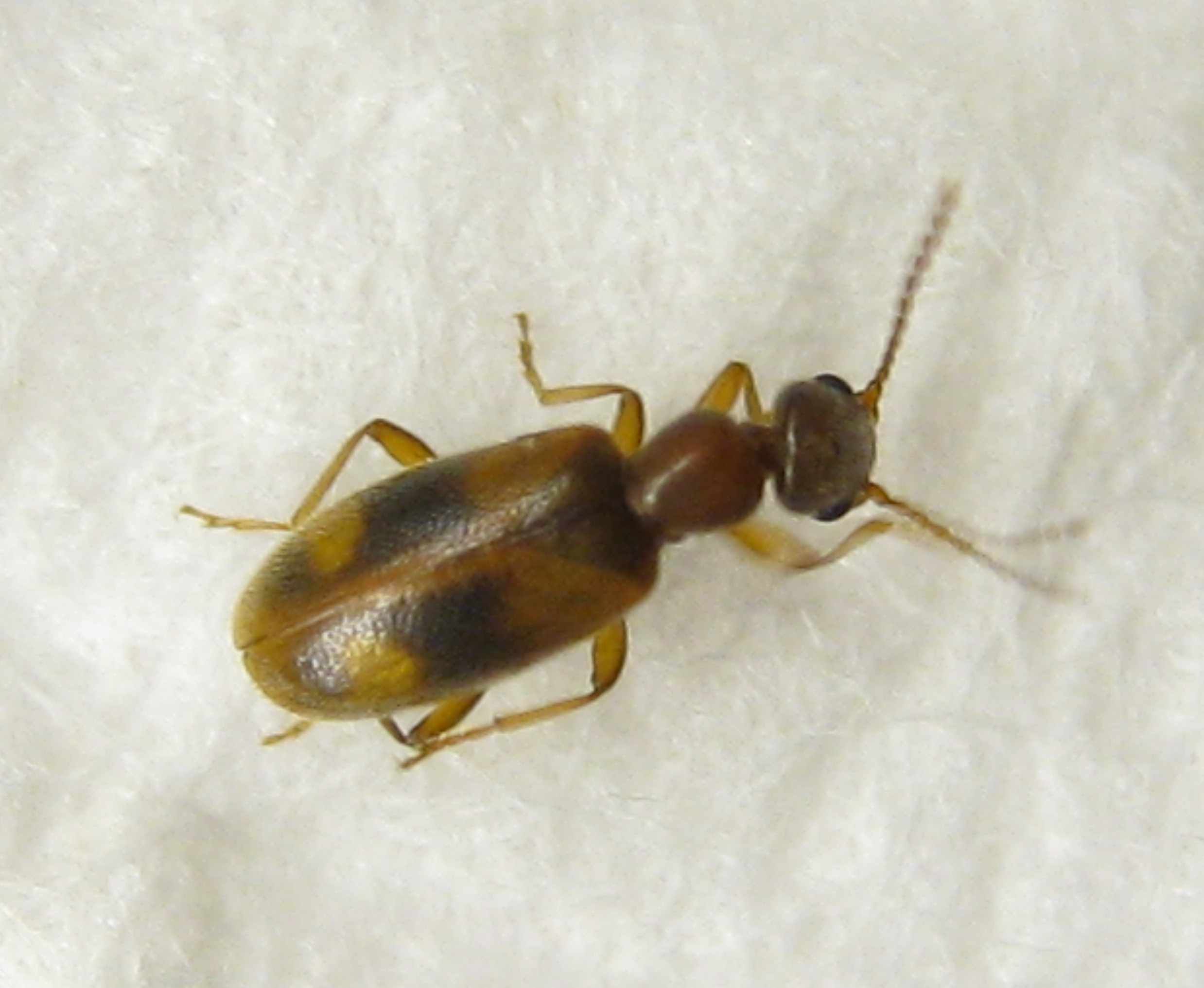
Anthicus cervinus

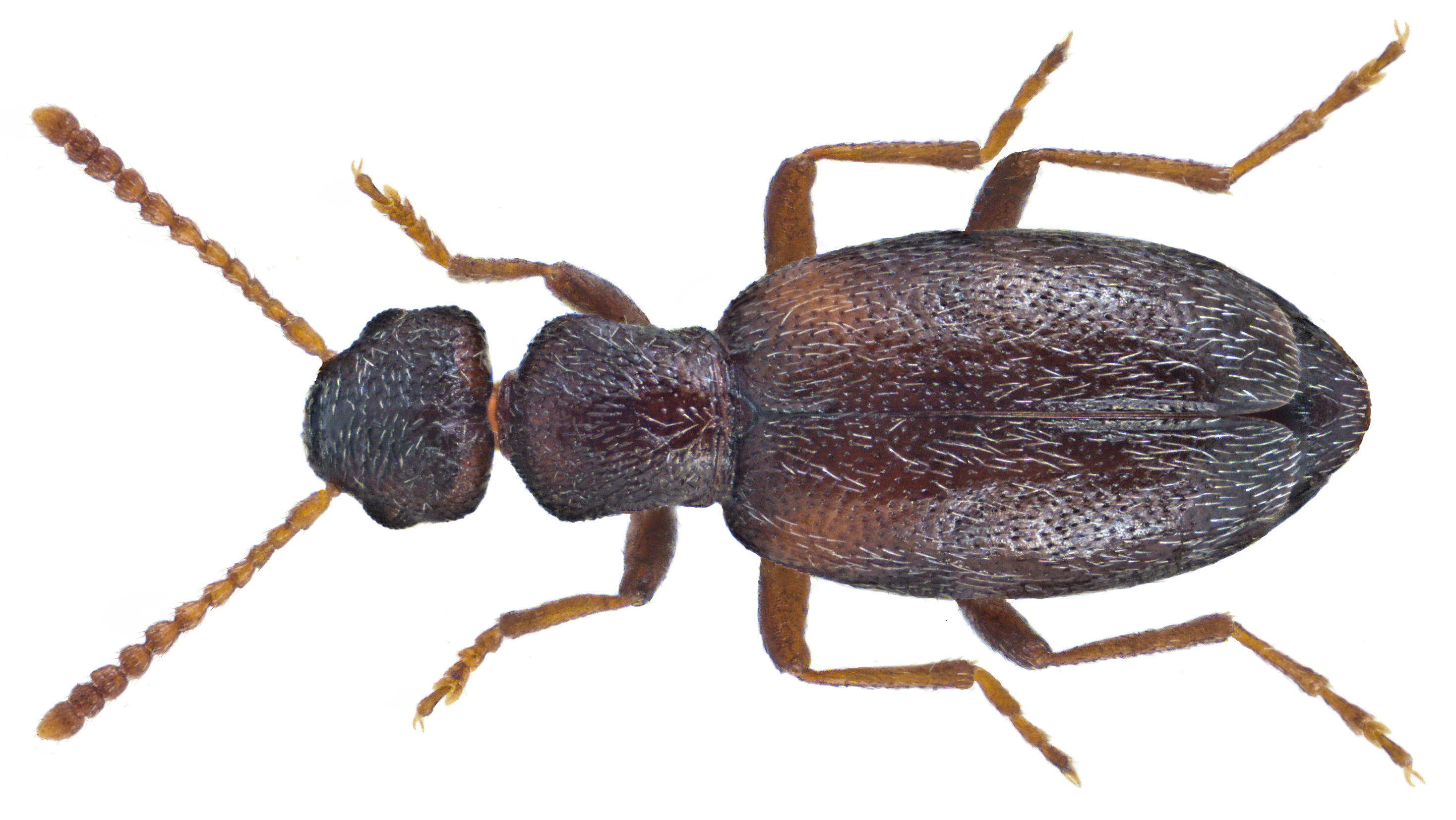
Anthicus fenestratus

Nakwiatek (Anthicus) – rodzaj chrząszczy z rodziny nakwiatkowatych i podrodziny Anthicinae.
Chrząszcze o stosunkowo smukłym ciele, u gatunków środkowoeuropejskich długości od 1,7 do 4,5 mm. Porośnięte są krótkim, przylegającym do lekko odstającego owłosieniem. Głowa ma zarys okrągławy z tylnym brzegiem nieco zaokrąglonym lub prostym, często pośrodku trójkątnie wgniecionym. Przód głowy ma często na środku czoła niepunktowaną linię, niekiedy nabrzmiałą w guz ciągnący się do nadustka. Stosunkowo krótkie czułki rozszerzają się ku szczytom. Zwężenie przedplecza ku tyłowi jest słabo zaznaczone, bez przewężenia nasadowego. Odnóża pozbawione są długich, sterczących szczecin, a także ząbków i zgrubień na tylnych udach. Stopy mają przedostatni człon sercowatego kształtu. 
Rodzaj kosmopolityczny. W Europie reprezentowany jest przez 57 gatunków, z czego w Polsce stwierdzono 9 (zobacz: nakwiatkowate Polski).
Takson ten wprowadzony został w 1797 roku przez Gustafa von Paykulla. Należą doń m.in. następujące gatunki:
- Anthicus abundans Lea, 1922
- Anthicus acanthoderes Lea, 1922
- Anthicus acentetus Lea, 1922
- Anthicus acutibasis Lea, 1922
- Anthicus adelaidae Champion, 1895
- Anthicus albifasciatus (Pic, 1897)
- Anthicus ambulans Lea, 1922
- Anthicus angustatus Curtis, 1838
- Anthicus antherinus (Linnaeus, 1761)
- Anthicus apicalis King, 1869
- Anthicus armatus Truqui, 1855
- Anthicus ater (Panzer, 1796)
- Anthicus axillaris Schmidt, 1842
- Anthicus balachanus Pic, 1906
- Anthicus basithorax Pic, 1941
- Anthicus baudinensis Champion, 1895
- Anthicus bifasciatus (Rossi, 1794)
- Anthicus biguttatus La Ferté-Sénectère, 1849
- Anthicus bilobiceps Lea, 1922
- Anthicus bimaculatus (Illiger, 1802)
- Anthicus brunneipennis Pic, 1896
- Anthicus brunneus La Ferté-Sénectère, 1842
- Anthicus cancellatus Lea, 1895
- Anthicus castaneoglaber Lea, 1922
- Anthicus catalanus Bonadona, 1953
- Anthicus cavifrons Champion, 1895
- Anthicus clarkii (King, 1869)
- Anthicus confertus Lea, 1895
- Anthicus constellatus Krekich-Strassoldo, 1928
- Anthicus cordicollis Lea, 1922
- Anthicus crassipes LaFerté-Sénectère, 1848
- Anthicus cribripennis Desbrochers des Loges, 1875
- Anthicus crinitus La Ferté-Sénectère, 1849
- Anthicus cylindricus Pic, 1899
- Anthicus czernohorskyi Pic, 1912
- Anthicus demissus Lea, 1895
- Anthicus denisonii King, 1869
- Anthicus denominandus Pic, 1923
- Anthicus difformis De Marseul, 1879
- Anthicus discoideus Champion, 1895
- Anthicus diversus De Marseul, 1879
- Anthicus dolichoderes Lea, 1922
- Anthicus dubius King, 1869
- Anthicus electilis Lea, 1922
- Anthicus elegans Steven, 1806 d
- Anthicus eminens Lea, 1922
- Anthicus escorialensis Pic, 1893
- Anthicus exophthalmus Lea, 1922
- Anthicus expallidus Lea, 1922
- Anthicus exsanguis Pic, 1896
- Anthicus fenestratus W. L. E. Schmidt, 1842
- Anthicus flavipennis Lea, 1922
- Anthicus flavipes (Panzer, 1797) – nakwiatek żółtonogi
- Anthicus foveifer Lea, 1922
- Anthicus fumosus Lucas, 1843
- Anthicus fuscicornis La Ferté-Sénectère, 1849
- Anthicus fuscotibialis Lea, 1922
- Anthicus gawleri King, 1869
- Anthicus geminatus Lea, 1895
- Anthicus genei La Ferté-Sénectère, 1849
- Anthicus globiceps Lea, 1922
- Anthicus gratiosus Pic, 1896
- Anthicus guttifer Wollaston, 1864
- Anthicus hackeri Pic, 1912
- Anthicus hamicornis De Marseul, 1880
- Anthicus herus Lea, 1922
- Anthicus humeralis Gebler, 1841
- Anthicus imitator Lea, 1922
- Anthicus inaequalis De Marseul, 1879
- Anthicus inderiensis De Marseul, 1879
- Anthicus inglorius Lea, 1895
- Anthicus inornatus Lea, 1895
- Anthicus insignicornis Lea, 1922
- Anthicus intricatus King, 1869
- Anthicus invreai Koch, 1933
- Anthicus jucundus Lea, 1922
- Anthicus kingii W.J. Macleay, 1872
- Anthicus korbi Pic, 1902
- Anthicus kreusleri King, 1869
- Anthicus laeviceps Baudi, 1877
- Anthicus lapidosus Wollaston, 1864
- Anthicus latefasciatus Desbrochers des Loges, 1875
- Anthicus laticollis W.J. Macleay, 1872
- Anthicus lemodioides Lea, 1895
- Anthicus leveillei Pic, 1893
- Anthicus lubbockii Wollaston, 1857
- Anthicus luteicornis W. L. E. Schmidt, 1842
- Anthicus macellus Lea, 1922
- Anthicus macleayi King, 1869
- Anthicus macrops Lea, 1922
- Anthicus melanostictus Lea, 1922
- Anthicus melas Lea, 1922
- Anthicus mimetes Lea, 1922
- Anthicus modicus Lea, 1922
- Anthicus monilis King, 1869
- Anthicus monostigma Champion, 1895
- Anthicus myrteus King, 1869
- Anthicus niger (Olivier, 1811)
- Anthicus nigricollis King, 1869
- Anthicus nitidissimus King, 1869
- Anthicus obliquifasciatus (King, 1869)
- Anthicus ophthalmicus Rottenberg, 1871
- Anthicus osculans Lea, 1922
- Anthicus pallipes Lea, 1895
- Anthicus parvulus Lea, 1922
- Anthicus paululus Champion, 1895
- Anthicus permutatus Pic, 1897
- Anthicus phaenithon Lea, 1922
- Anthicus pignerator Lea, 1895
- Anthicus pliginskyi (Telnov, 2004)
- Anthicus politulus Lea, 1895
- Anthicus posttibialis Lea, 1922
- Anthicus proximus De Marseul, 1879
- Anthicus pubipennis Lea, 1922
- Anthicus quadridecoratus Abeille de Perrin, 1885
- Anthicus quadrinotatus Pic, 1900
- Anthicus quadrioculatus La Ferté-Sénectère, 1849
- Anthicus rectifasciatus Lea, 1895
- Anthicus rubriceps Lea, 1896
- Anthicus rufivestis De Marseul, 1879
- Anthicus sabulosus De Marseul, 1879
- Anthicus sacramento Chandler, 1978
- Anthicus scabricollis Champion, 1895
- Anthicus schmidtii Rosenhauer, 1847
- Anthicus scurrula Truqui, 1855
- Anthicus scutellatus Lea, 1895
- Anthicus scydmaenideus Pic, 1894
- Anthicus sellatus (Panzer, 1797)
- Anthicus semicupreus Pic, 1893
- Anthicus semipunctatus Lea, 1917
- Anthicus sivaschensis Blinstein, 1988
- Anthicus sordidus Lea, 1922
- Anthicus stenomorphus Champion, 1895
- Anthicus subquadraticollis  Lea, 1922
- Anthicus subtilis Gistel, 1831
- Anthicus theryi Pic, 1892
- Anthicus thyreocephalus Solsky, 1867
- Anthicus trotommidens Pic, 1892
- Anthicus tridentatus Champion, 1895
- Anthicus tristis W. L. E. Schmidt, 1842
- Anthicus trivittipennis Lea, 1922
- Anthicus umbrinus La Ferté-Sénectère, 1849
- Anthicus villosipennis (Lea, 1895)
- Anthicus wollastonii King, 1869
- Anthicus xerophilus Lea, 1917